# ال دوترمان
ال دوترمان (فرانسوی: Els Dottermans‎؛ زادهٔ ۱۶ مهٔ ۱۹۶۴) یک هنرپیشه اهل بلژیک است.
از فیلم‌ها یا برنامه‌های تلویزیونی که وی در آن نقش داشته است می‌توان به آنتونیا اشاره کرد.